# Beitrittspartnerschaft
Die Beitrittspartnerschaft ist das zentrale Abkommen zwischen der Europäischen Kommission und den Beitrittskandidaten der EU für den Verlauf der Beitrittsverhandlungen und für die Vergabe von Unterstützungsleistungen. In der Beitrittspartnerschaft werden die Prioritäten bei der Vorbereitung des Landes auf den EU-Beitritt, insbesondere bei der Umsetzung des  Gemeinsamen Besitzstandes, festgelegt.
Sie stellt auch die Grundlage für die Zuteilung von finanziellen Heranführungshilfen (Instruments for Pre-Accession Assistance, IPA) aus den Gemeinschaftsfonds dar.
Die ersten Beitrittspartnerschaften wurden 1998 mit jedem einzelnen beitrittswilligen Land (ausgenommen Zypern) geschlossen.
Es herrscht das Prinzip der Konditionalität, d. h. die Unterstützung ist an die Bedingung geknüpft, dass die beitrittswilligen Länder ihren Verpflichtungen nachkommen und Fortschritte bei der Erfüllung der Kopenhagener Kriterien sowie bei der Verwirklichung der Beitrittspartnerschaften machen. Die Einhaltung der festgelegten Prioritäten wird von der Europäischen Kommission in den Fortschrittsberichten beobachtet.
Im Falle der Staaten des Westlichen Balkans wurden an Stelle von Beitrittspartnerschaften „Europäische Partnerschaften“ als Instrument des Stabilisierungs- und Assoziierungsprozesses vereinbart.